# LRC
LRC és un format de fitxer que conté la lletra de cançons amb etiquetes de temps per tal de sincronitzar aquestes lletres amb l'arxiu d'àudio (MP3, Ogg Vorbis, arxius MIDI, etc.).
Exemple del format intern d'un arxiu amb extensió *.lrc que conté la cançó "Speed of Sound" de Coldplay:
```
[0:19.129] How long before I get in?
[0:21.953] Before it starts, before I begin?
[0:26.430] How long before you decide?
[0:30.227] Before I know what it feels like?
[0:34.547] Where To, where do I go?
```

## Bases de dades de fitxers LRC
- Top 100 LRC files
- Base de dades de lletres LRC lrcDB
- Base de dades de lletres LRC lrclyrics Arxivat 2019-05-25 a Wayback Machine.
- Base de dades de lletres LRC lrc_center
- Base de dades de lletres LRC lyrdb
- Base de dades de lletres LRC Ron Kenoly Cristianos